# 薩德基 (克列梅涅茨區)
薩德基（羅馬化：Sadky）是位於烏克蘭西部特諾皮爾州克列梅涅茨區大代代爾卡雷市鎮的村莊，始建於1564年，面積2.59平方公里，2021年人口409，人口密度每平方公里222人。